# Vis ma vie
Vis ma vie est une émission de télévision française produite par Réservoir Prod, diffusée sur TF1 entre 2001 et 2007 en deuxième partie de soirée, présentée par Laurence Ferrari puis Flavie Flament.
En 2009, les reportages sont rediffusés sur NRJ 12 sous l'appellation Les Dossiers de « Vis ma vie », présentés par Claire Faure.

## Principe
Une personnalité partage le quotidien d'un inconnu qui possède un métier (pompier, boucher, etc.). La personnalité se met ensuite au travail, en se mettant à la place de l'inconnu,.

## Nombre d'épisodes par saison
- Saison 1 à 5 : 35 épisodes
- Saison 6 et 7 : 19 épisodes
- Saison 8 : 17 épisodes
- Saison 9 :  10 épisodes
- Saison 10 : 6 épisodes (tournés)

## Présentatrices
- 2001-2006 : Laurence Ferrari (elle abandonne l'émission à la suite de son départ pour Canal+)[3];
- 2006-2007 : Flavie Flament[4] ;
- 2015[pas clair] : Estelle Denis (elle abandonne l'émission à la suite de son départ pour D8).

## Les Dossiers de «Vis ma vie»
En 2009, NRJ 12 rediffuse les reportages, sans les séquences tournées en plateau. À la fin des reportages, Claire Faure résume en voix off l'évolution des protagonistes après le tournage, basant son commentaire sur les interviews en plateau de l'émission d'origine qui étaient réalisées quelque temps après le tournage du reportage.
Cette nouvelle émission se décline en programmes de deux heures environ diffusée en première ou deuxième partie de soirée intégrant 4 reportages, et en programmes d'une heure environ, Les Dossiers de « Vis ma vie » : la quotidienne, diffusée à différentes heures de la journée, comprenant deux reportages.
Les différentes versions sont multi-rediffusées sur plusieurs semaines.